# Alvalade (Metro de Lisboa)
Alvalade es una estación del Metro de Lisboa. Se sitúa en el municipio de Lisboa, entre las estaciones de Campo Grande y Roma de la Línea Verde. Fue inaugurada el 18 de junio de 1972 junto con las estaciones de Arroios, Alameda, Areeiro y Roma, en el ámbito de la expansión de esta línea a la zona de Alvalade.
Esta estación se ubica en Avenida de Roma, junto al cruce con Avenida da Igreja. El proyecto arquitectónico original (1972) es de la autoría del arquitecto Dinis Gomes y las intervenciones plásticas de la pintora Maria Keil. Se prevé para 2007 la conclusión de las obras de remodelación/ampliación de la estación con base en un proyecto arquitectónico de la autoría del arquitecto Sánchez Jorge y las intervenciones plásticas de la artista plástica Bela Silva. La ampliación de la estación implicará la prolongación de los andenes de embarque y la construcción de un nuevo atrio. A semejanza de las estaciones más recientes, estará equipada para poder atender a pasajeros con movilidad reducida; varios ascensores facilitarán el acceso al andén.